# Léon Herbo

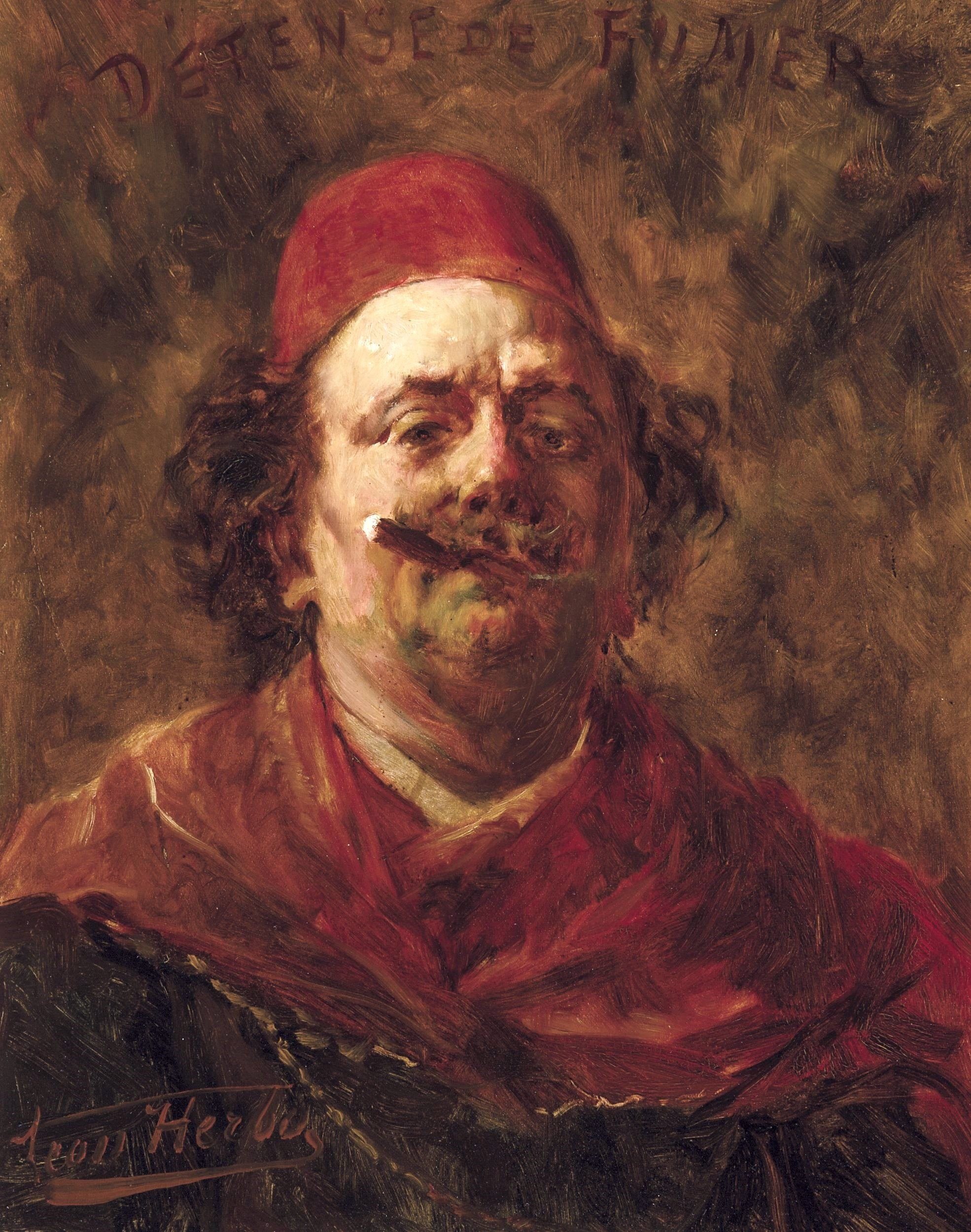
Léon Herbo (zelfportret)

Léon Herbo (Templeuve, 8 oktober 1850 – Elsene, 19 juni 1907) was een Belgisch kunstschilder.

## Levensloop
Herbo studeerde aan de Academies van Doornik (bij L. Legendre) en Brussel (1869-1874).
Hij specialiseerde zich in genretaferelen en portretten. Zijn genretaferelen omvatten ook tal van, ietwat triviale, oriëntalistische scènes.
In 1889 schilderde hij in samenwerking met de dierenschilder Alexandre Clarys het monumentale doek (137 x 200 cm) “Ontmoeting tussen het Maria-Hendrika Eskadron, Koningin Maria-Hendrika en Prinses Clementina” (Brussel, Museum van het Leger).
Herbo was medestichter van de kunstenaarsvereniging "L'Essor" in Brussel (1876 gesticht). Tot de initiële stichters behoorden verder Louis Cambier, Henri Permeke, Louis Pion en Franz Seghers, merkwaardig genoeg allemaal kunstenaars die nooit het label “progressief” zouden krijgen.
Zijn laatste adres was Wiertzstraat 65 in Elsene.

## Tentoonstellingen
- Salon 1881, Brussel : De modepop, Sint Jan de Doper
- Salon 1907, Brussel (postume deelname) : Vader en moeder, Au saut du lit

## Musea
- Brussel
- Brussel, Museum van het Leger en de Krijgsgeschiedenis
- Doornik
- Ieper
- Kortrijk (Portret van Minister Jules Vandenpeereboom; Biddende monnik)

## Galerij

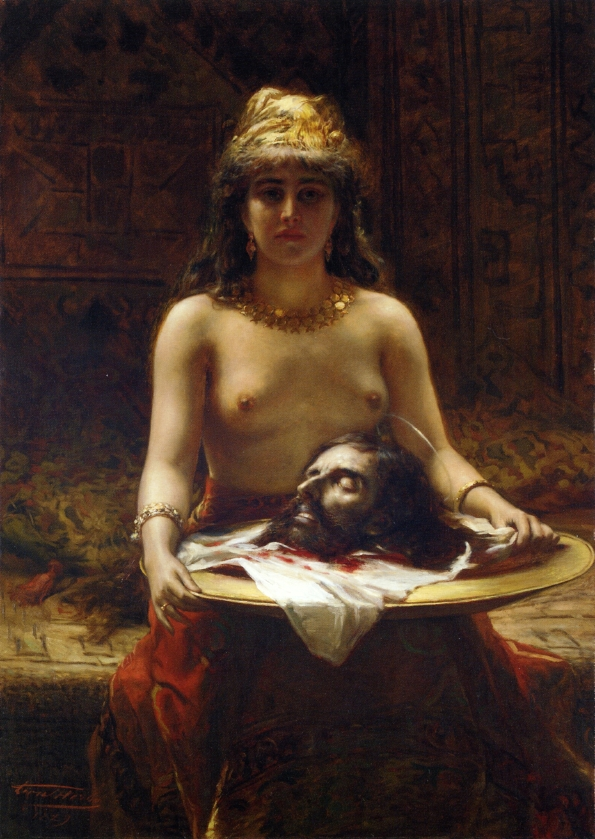
Salomé (1889)
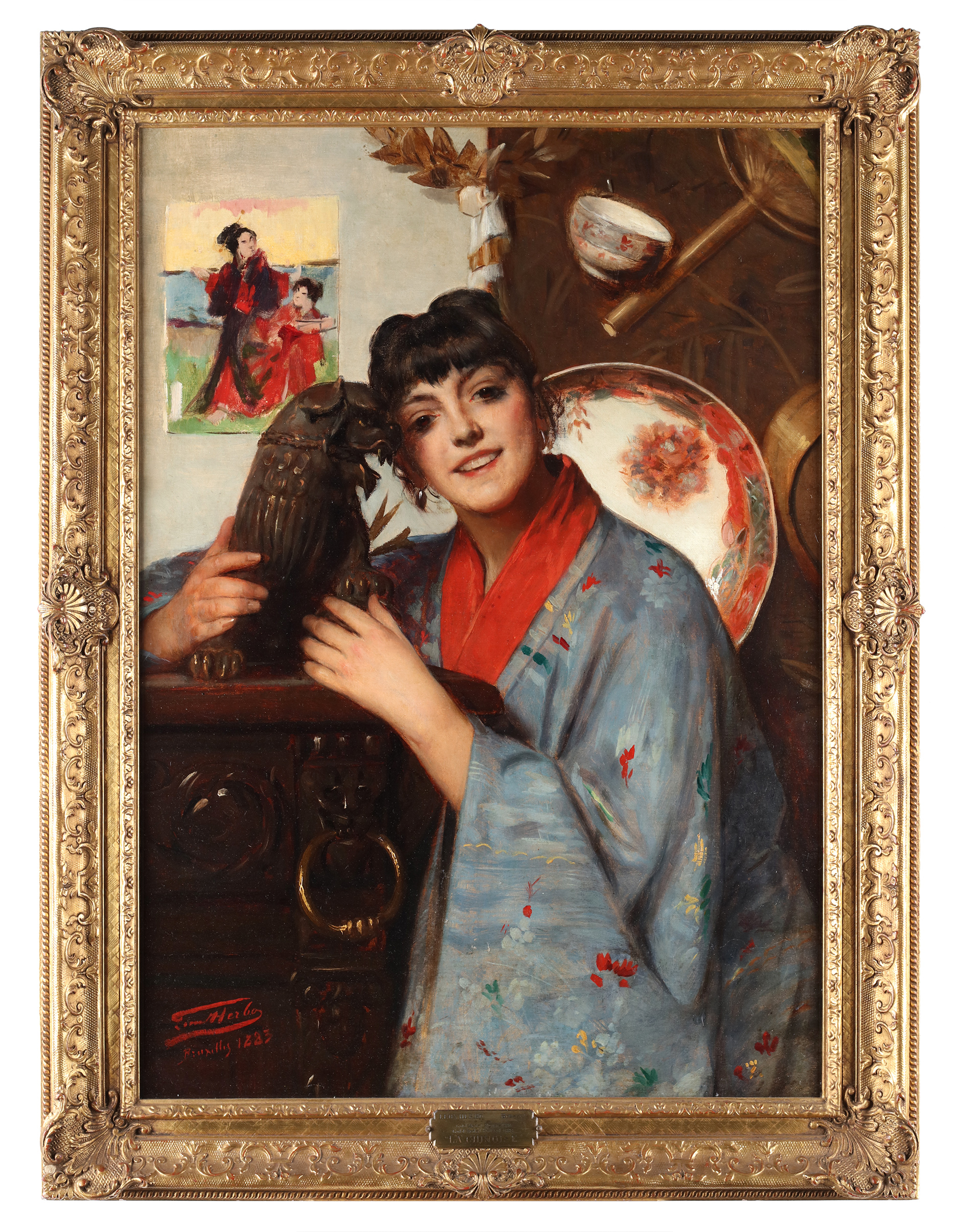
La Chinoise (Amerikaanse collectie)
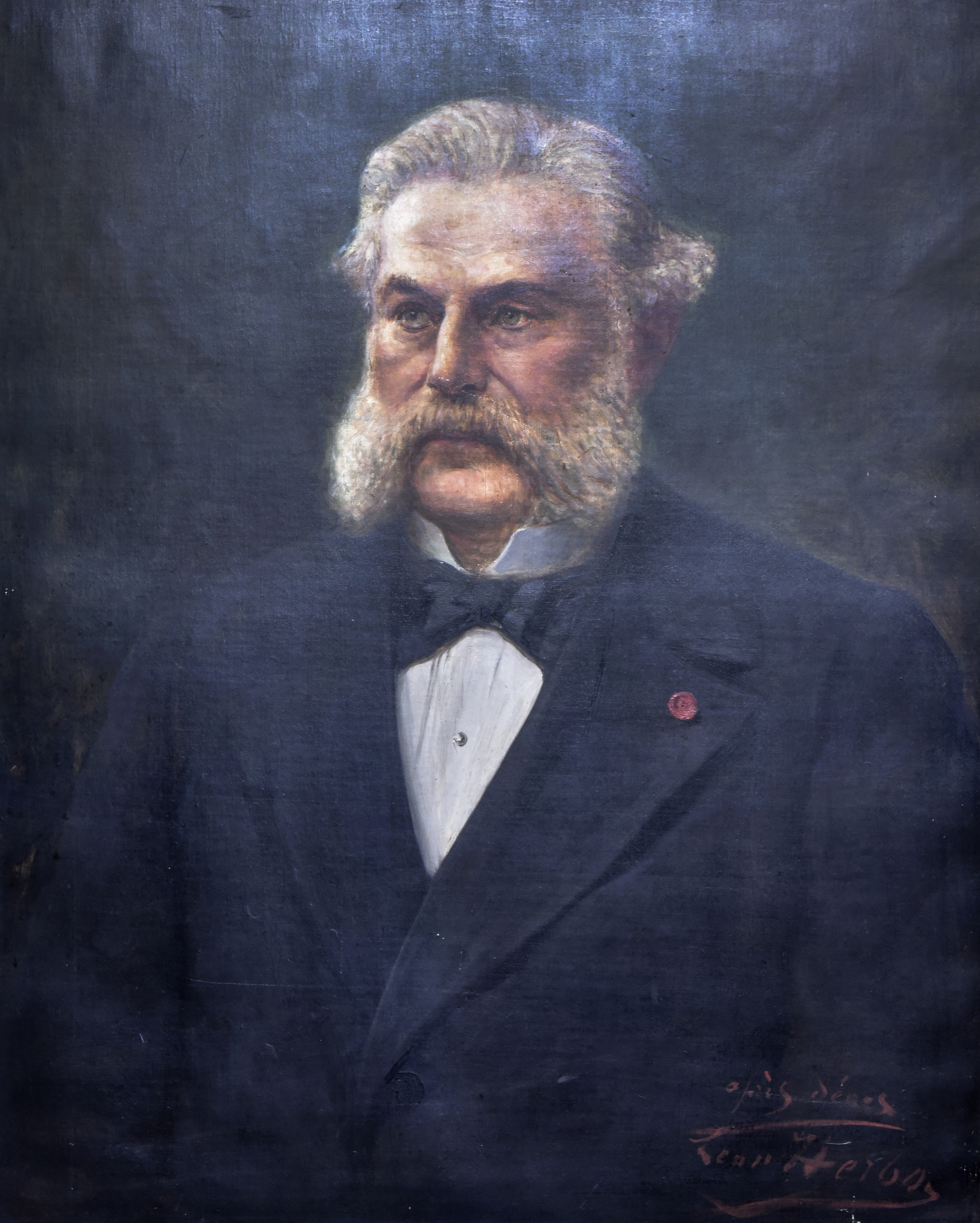
Charles Janssens